# ポム・アンナ

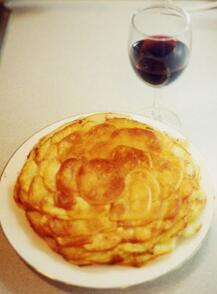
ポム・アンナの例

ポム・アンナ（フランス語: pommes Anna、pomme de terre Anna）は、フランスで家庭料理としてよく食べられているジャガイモ料理の一種。薄切りにしたジャガイモをキャセロール鍋に並べて入れ、オーブンで焼いた料理である。日本語では「ジャガイモのアンナ」とされることもある。

## 概要
薄切りにしたジャガイモを重ね合わせ、澄ましバターで焼き上げた料理である。
鴨料理や羊肉料理に合うとされる。

## 歴史

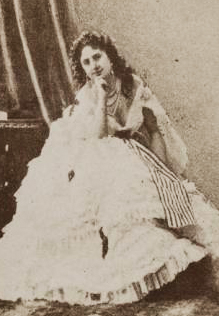
アンナ・デリヨン

1802年にパリで開業したキャフェ・アングレで、アドルフ・デュグレレが考案した料理とされる。
キャフェ・アングレでは、ガルニチュール（付け合わせ）のスペシャリテとしてポム・アンナが提供されていた。調理は専用の銅鍋3つで行われ、タルト・タタンのような大きさと高さに焼き上げたポム・アンナを客の前で好みの量をメートル・ドテルが切り分けて提供を行っていた。1日にバケツ1杯ぶんの澄ましバターが使用されていたといわれる。
当時のパリ社交界で名の知れていた高級娼婦アンナ・デリヨン（通称「パリの夜の女王」）のためにデュグレレが考案した料理で、名称もアンナ・デリヨンに因む。ジャガイモを千切りにして、同様に焼き上げる「ポム・アネット」は、アンナ・デリヨンの愛称「アネット」からとられたグレードアップ版であり、アンナの顧客の中でも極少数の上客の時に出された料理である。